# La Circassienne au Bain
La Circassienne au Bain, también conocida como Une Baigneuse, era una pintura al óleo neoclásica de gran formato de 1814 obra de Merry-Joseph Blondel. El lienzo mostraba a una joven circasiana a tamaño natural tomando un baño en un entorno inspirado en la antigüedad clásica. La pintura resultó destruida en el naufragio del RMS Titanic en 1912. Cuando se presentaron las indemnizaciones correspondientes en enero de 1913, la obra adquirió notoriedad al convertirse en el sujeto de la mayor reclamación económica efectuada contra la White Star Line por la pérdida de un único objeto del equipaje a bordo.

## Historia
La pintura fue exhibida por vez primera en el Salón de París, en el Museo del Louvre, en noviembre de 1814. La reacción inicial hacia la obra fue discreta, con algunas críticas favorables en lo relativo a la competencia del artista y a su atención a los detalles. Aparte de algunas dudas de carácter técnico en lo relativo al giro de la parte superior del cuerpo y la ausencia de «gracia» en la figura de la mujer, la principal crítica radicó en que pese al gran formato del cuadro, la obra no resultaba tan emocionante como otros trabajos anteriores de Blondel. No obstante, para 1823 los críticos empezaron a mostrar mayor entusiasmo por la pintura, influenciados aparentemente por la favorable aceptación popular de las reproducciones impresas de la obra y el incremento del estatus de la carrera de Blondel.

## RMS Titanic
En enero de 1913, Mauritz Håkan Björnström-Steffansson, superviviente del hundimiento del Titanic, presentó una reclamación en Nueva York contra la White Star Line en concepto de indemnización como resultado de la pérdida de la pintura. La suma total de la reclamación ascendía a 100.000 dólares (2,5 millones de dólares en 2018), convirtiéndola en la pieza más valorada del equipaje perdido a consecuencia del desastre. Björnström-Steffansson nunca recibió la indemnización solicitada; todos los casos contra la White Star Line fueron reunidos en una suma equivalente a 644.000 dólares.

## Dimensiones
La reclamación de Steffansson describía la obra como de «8 x 4 pies», si bien no especificó si se trataba del tamaño del lienzo o de éste junto con el marco. Este formato no se corresponde con el tamaño estándar francés de las pinturas al óleo correspondientes a retratos de cuerpo entero comúnmente empleados en el siglo XIX, no coincidiendo tampoco con el formato de ningún otro retrato de cuerpo entero conocido de Blondel. La longitud de los retratos de cuerpo entero a tamaño natural realizados por Blondel los cuales se hallan en dominio público se corresponde con el estándar francés F120 (figura 120), con unas dimensiones de 195 cm x 130 cm, con un margen de diferencia de 10 cm.